# Leichtathletik-Europameisterschaften 1938/Teilnehmer (Portugal)
Portugal nahm bei den 2. Leichtathletik-Europameisterschaften in Paris zum ersten Mal an der Veranstaltung teil. Zu den Wettbewerben entsandte das Land einen Athleten. An den zwei Wochen später in Wien ausgetragenen Wettkämpfen für Frauen nahm Portugal nicht teil.  
| Wettbewerb | Männer                                    |
| ---------- | ----------------------------------------- |
| 800 m      | António Calado (ausgeschieden im Vorlauf) |